# Kościół Najświętszej Maryi Panny Śnieżnej w Pawłowicach
Kościół Najświętszej Maryi Panny Śnieżnej w Pawłowicach – rzymskokatolicki kościół parafialny należący do parafii pod tym samym wezwaniem (dekanat rydzyński archidiecezji poznańskiej).
Obecna świątynia została wzniesiona jako kaplica dworska w 1597 roku i ufundowana przez Bartłomieja i Dorotę z Rydzyńskich Wierzbno-Pawłowskich. Kaplica została poświęcona w 1629 roku przez sufragana Bajkowskiego – otrzymała wówczas wezwanie Najświętszej Maryi Panny Śnieżnej. W 1741 roku dzięki staraniom Andrzeja Mielżyńskiego do świątyni została dostawiona kaplica północna pod wezwaniem Najświętszego Serca Pana Jezusa. W latach 1772–75 budowla została odrestaurowana, wówczas być może została dobudowana kaplica południowa. Na początku XX wieku kościół został powiększony i dostawiona została zakrystia. Świątynia z zewnątrz prezentuje się jako budowla salowa wzniesiona na planie prostokąta, z kwadratową wieżą zwieńczoną barokowym dachem hełmowym i kartuszem z datą 1772 roku, herbem Leliwa Czapskich. W ołtarzu głównym wykonanym w 1906 roku jest umieszczony obraz Matki Boskiej z Dzieciątkiem, z kolei w ołtarzu południowym znajduje się obraz Matki Boskiej Śnieżnej – obydwa zostały namalowane w XVII wieku. Z tego czasu pochodzi również ambona w formie globu ziemskiego podtrzymywana przez anioła. Ołtarze w kaplicach oraz ambona reprezentują styl późnobarokowy i są ozdobione ornamentami w stylu rokokowym.